# Эттерлин, Петерманн

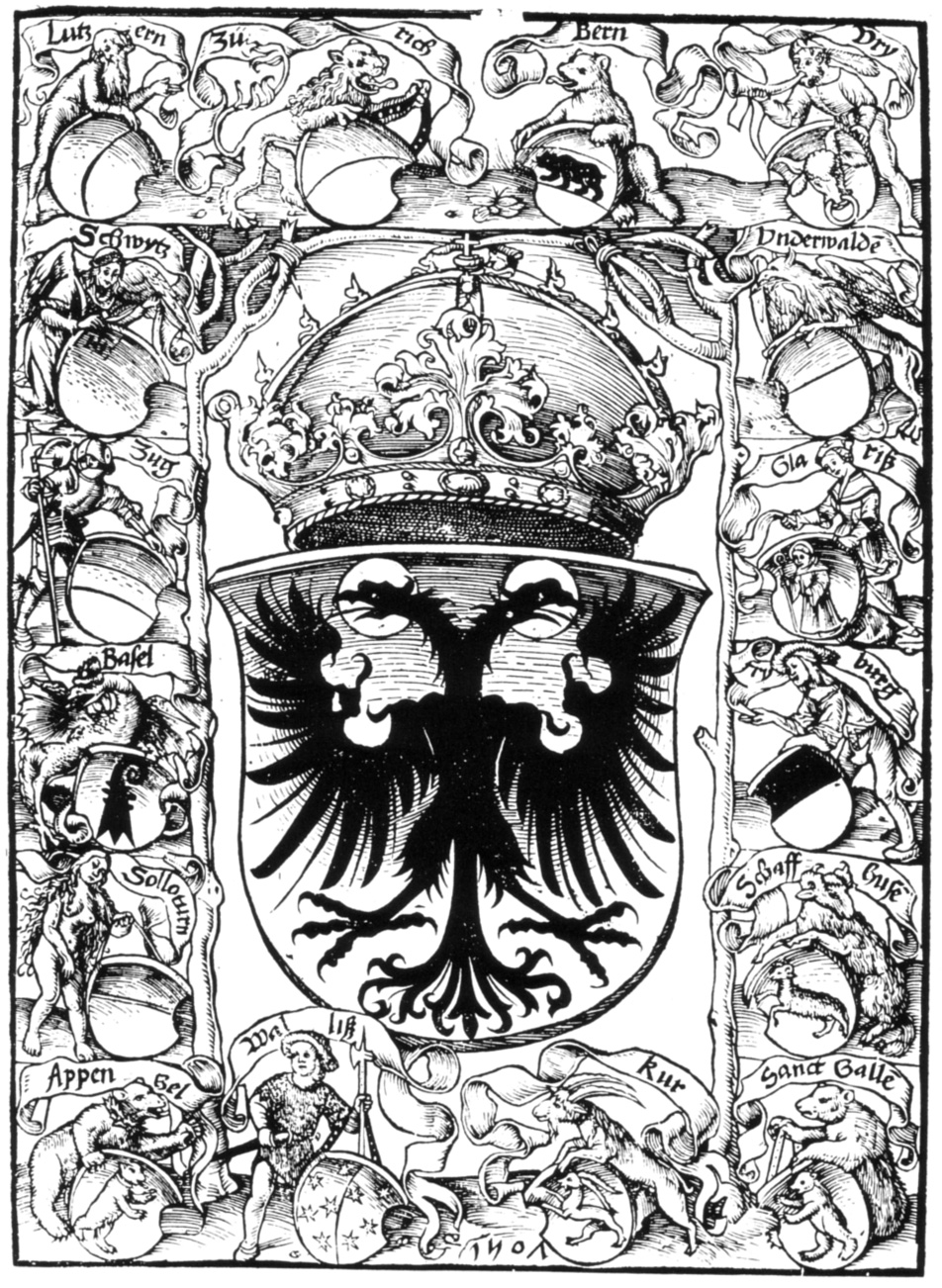
Титульный лист первого издания хроники Эттерлина (1507)

Петерманн Эттерлин (нем. Petermann Etterlin; около 1430 или 1440 — 1509) — швейцарский хронист, секретарь городского суда и городской летописец Люцерна, автор «Хроники Швейцарской конфедерации», первой печатной хроники по истории Швейцарии.

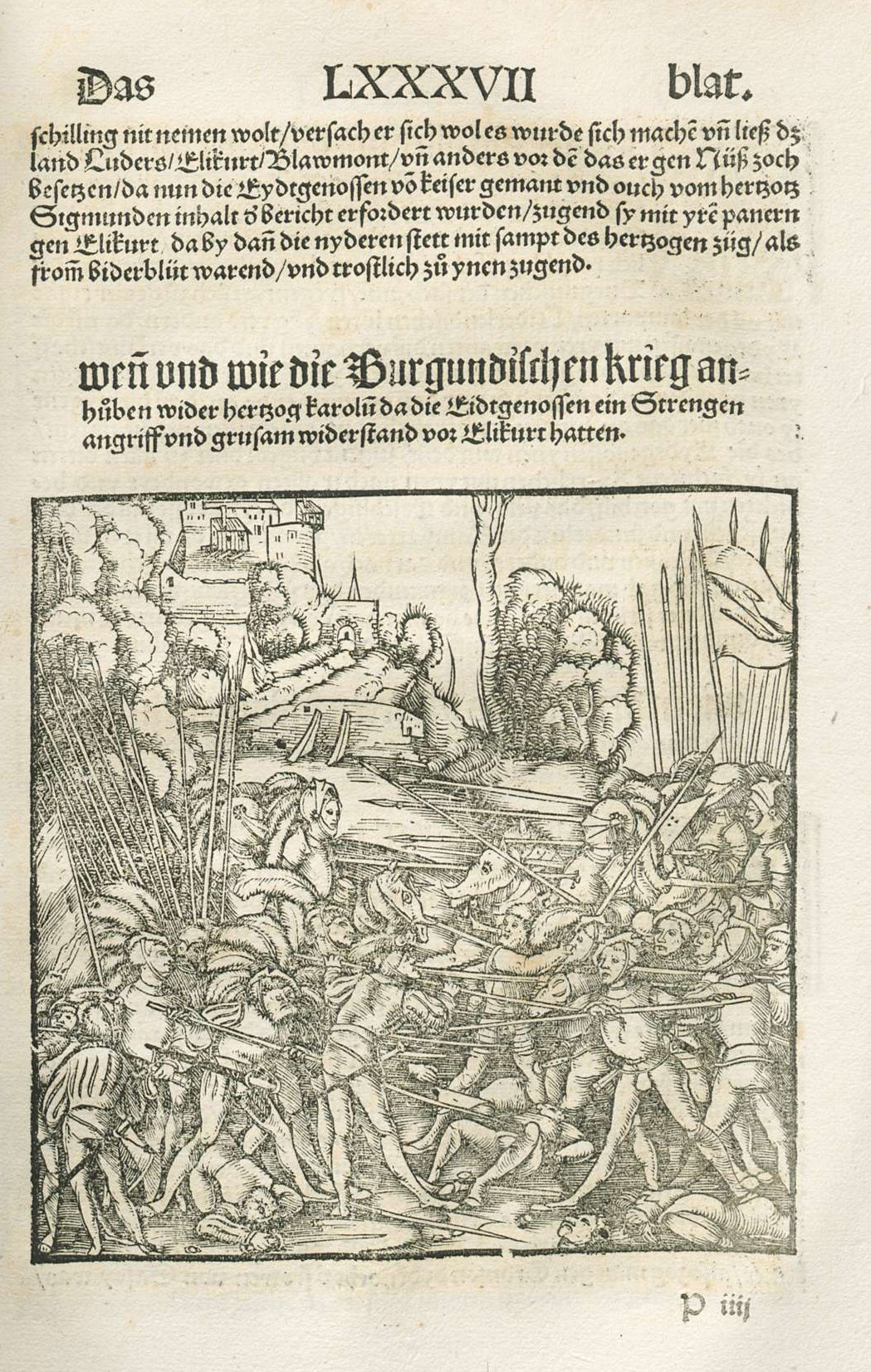
Лист первого издания хроники Эттерлина с ксилографией, изображающей сражение швейцарцев с бургундцами

## Биография

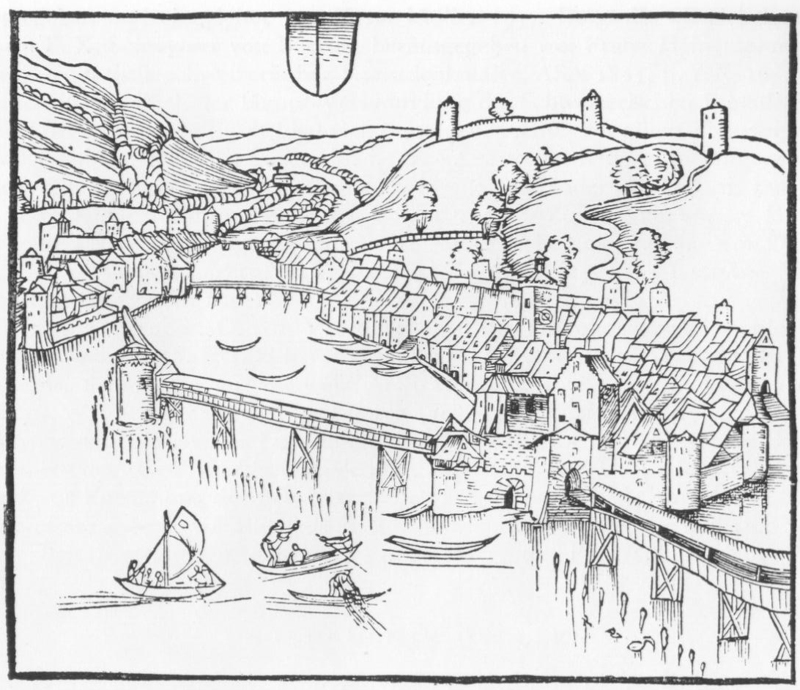
Ксилография из первого издания хроники Эттерлина с видом Люцерна

Родился в Люцерне около 1430 или 1440 года, в семье зажиточного бюргера Эглоффа Эттерлина (ум. 1463), выходца из Бругга в кантоне Аргау, служившего с 1427 по 1453 год секретарём городского совета и городским летописцем. Родители готовили его для духовной карьеры, однако священником он так и не стал, а в 1464 году получил должность городского писаря.
В 1468 году был временно изгнан из Люцерна, вступив в качестве наёмника в армию Швейцарской Конфедерации и приняв участие в осаде Вальдсхута. Участвовал в главных сражениях Бургундских войн: при Планте (1475), при Грансоне (1476), при Муртене (1476) и при Нанси (1477). В 1477 году также участвовал в военной кампании против Лотарингии.
После возвращения в 1477 году в Люцерн, занимал разные должности, сначала секретаря городского совета, с 1488 года — помощника городского писаря, с 1492 года — писаря, с 1493-го — оценщика хлеба, а в 1495 году назначен был на должность секретаря городского суда и городского летописца. Принадлежа к господствующей профранцузской партии, поддерживал политику бургомистра Людвига Зейлера. С 1493 по 1501 год совершил несколько поездок во Францию ко двору королей Карла VIII и Людовика XII.
Несмотря на гражданскую и политическую активность, материального благополучия так и не достиг, и в 1509 году умер в Люцерне в бедности.

## Сочинения
В конце своей жизни, около 1505 года, предположительно по заданию Совета церквей Люцерна, начал работу над «Хроникой Швейцарской конфедерации» (нем. Kronika von der loblichen Eydtgenossenschaft). Хроника, составленная на средневерхненемецком языке и законченная в 1507 году, охватывает события истории Швейцарии, начиная с основания в 861 году Айнзидельнского аббатства в кантоне Швиц Святым Мейнрадом, и кончая рассказом о «суде божьем» над женоубийцей Гансом Шписсом и его казни в Эттисвиле в 1503 году.
Первое издание хроники, оригинальная рукопись которой в настоящее время считается утраченной, выпущено было 24 декабря 1507 года в Базеле Рудольфом Хузенеком, другом Эттерлина и служителем местного суда, и проиллюстрировано 13 гравюрами на дереве.
Основными источниками Эттерлину послужили «Хроника всех императоров и королей от Рождества Христова» страсбургского историка Якоба Твингера фон Кёнигсхофена (около 1420 г.), иллюстрированные швейцарские хроники Бенедикта Чахтлана (около 1470 г.), Диболда Шиллинга Старшего (1480-е гг.), Диболда Шиллинга Младшего (1513), «Белая книга Зарнена» Ганса Шрибера (около 1474 г.), «Швабская хроника» Томаса Лирера (1485), «Нюрнбергская хроника» Хартмана Шеделя (1493) и «Хроника Швабской войны 1499 года» Каспара Фрея (1500). Для помещённого в начало сочинения рассказа о Святом Мейнраде из Айнзидельна он пользуется материалами «Книги паломничества» (нем. Wallfahrtsbüchlein) Себастьяна Бранта, а для разделов, касающихся истории самого Люцерна, — хрониками Мельхиора Русса, Людвига Феера и Ганса Фрюнда, а также материалами городского архива.
Сочинение Эттерлина, довольно тенденциозное и содержащее немало исторических мифов, особенно в первой части (в частности, об известном Вильгельме Телле), является, тем не менее, ценным источником по истории образования Швейцарского союза, начиная с 1291 года, а также Старой Цюрихской, Бургундских, Швабской и др. войн. Осаду Вальдсхута (1468), соглашение в Брайзахе (1474), а также сражения при Планте, при Грансоне, при Муртене и при Нанси с бургундцами он описывает как очевидец. Заключительная часть хроники за 1490—1507 годы менее подробна в изложении событий и как исторический источник менее надёжна.
До появления в 1548 году сочинения историка Йоханнеса Штумпфа, хроника Эттерлина оставалась единственным источником о Базельской присяге Швейцарской конфедерации (1501). Её использовал в своей «Швейцарской хронике» (1534—1536) историк Эгидий Чуди.
Хроника переиздана была в 1752 и 1764 годах в Базеле Иоганном Якобом Шпренгом, в 1862 году в Люцерне Францем Йозефом Шиффманом выпущено было её факсимильное издание, а в 1877 году её опубликовал в собственной редакции в Цюрихе историк Август Бернулли. Новейшее комментированное издание, подготовленное Ойгеном Грубером, увидело свет в 1965 году в Арау, в третьем томе «Свода источников об образовании Швейцарской конфедерации».
Записанное Эттерлином предание о Вильгельме Телле издано было в 1818 году в Берлине во втором томе «Немецких легенд» в литературной обработке братьев Гримм.

## Издания
- Petermann Etterlin. Kronika von der loblichen Eidgnoschaft, Ir harkomen und sust seltzam stritten und geschichten, hrsg. von Eugen Gruber. — Basel: Furtter, 1507. — 253 s.
- Petermann Etterlin. Kronika von der loblichen Eidgnoschaft, Ir harkomen und sust seltzam stritten und geschichten, hrsg. von Johann Jacob Spreng. — Basel: Eckenstein, 1752. — vi, 268, viii s.
- Petermann Etterlin. Kronica. Nunmehr wegen ihrer Seltenheit zum zweyten Mal herausgegeben von unzaehligen Fehlern gereiniget und vermittelst kurzer Randglossen durchgehends verbessert und erlauetert, hrsg. von Johann Jacob Spreng. — Basel: Erscheinungsjahr, 1764. — vi, 268, viii s.
- Dr. A. Bernoulli (Hg). Etterlin’s Chronik der Eidgenossenschaft // Jahrb. f. schweiz. Geschichte. — Erster Band. — Zürich: S. Höhr, 1877.
- Gruber Eugen (Hg.). Kronica // Quellenwerk zur Entstehung der Schweizerischen Eidgenossenschaft. — Abt. III. — Band 3. — Aarau, 1965.